# 엔비 (프로게이머)
엔비(본명: 이명준, 2000년 4월 7일~ )는 대한민국의 리그 오브 레전드 프로게이머로 아이디는 Envyy이다. 포지션은 AD 캐리이다.

## 선수 생활
2020년 6월 11일, 엘리먼트 미스틱에 입단하면서 프로 커리어를 시작했다.
2021시즌을 앞두고 젠지의 2군 팀의 입단했다. 2021시즌 종료 후 팀에서 퇴단했다.
2022시즌을 앞두고 리브 샌드박스에 입단했다. 입단 이후 팀의 주전 원딜러로 낙점받았다. 하지만 부진한 모습을 보이면서 아이스에게 주전자리를 뺏기며 서브 선수로 내려왔다. 서머 시즌을 앞두고 팀에 프린스가 영입되면서 서브 선수로 시즌을 시작했고 시즌이 종료될 때까지 출전 기회를 얻지 못했다. 2022시즌 종료 후 팀에서 퇴단했다.
2023시즌을 앞두고 리브 샌드박스와 재계약을 체결했다. 차기 시즌에는 주전 AD 캐리로 출전하게 되었다. 2023 스프링시즌 종료 후 팀에서 퇴단했다.
2023 서머 시즌을 앞두고 LGD 게이밍에 입단했다.
2024시즌을 앞두고 OK저축은행 브리온에 입단했다.

## 소속팀
| # | 팀명              | 소속 기간               | 소속 리그 | 비고 |
| - | ----------------- | ----------------------- | --------- | ---- |
| 1 | 엘리먼트 미스틱   | 2020.06.11 ~ 2020.11.03 | CK        |      |
| 2 | Gen.G             | 2020.12.16 ~ 2021.11.16 | LCK       |      |
| 3 | 리브 샌드박스     | 2021.11.26 ~ 2023.04.12 | LCK       |      |
| 4 | LGD 게이밍        | 2023.05.24 ~ 2023.11.22 | LPL       |      |
| 5 | OK저축은행 브리온 | 2023.11.22 ~            | LCK       |      |

## 수상 내역
- 2021년 한중일 e스포츠 대회 리그 오브 레전드 부문 우승